# USS Massey (DD-778)
USS Massey (DD-778) là một tàu khu trục lớp Allen M. Sumner được Hải quân Hoa Kỳ chế tạo trong Chiến tranh Thế giới thứ hai. Nó là chiếc tàu chiến duy nhất của Hải quân Mỹ được đặt theo tên Thiếu tá Hải quân Lance Edward Massey (1909-1942), Chỉ huy Liên đội Ném ngư lôi 3 (VT-3) trên tàu sân bay Yorktown, đã tử trận trong Trận Midway và được truy tặng Huân chương Chữ thập Hải quân. Nó đã hoạt động cho đến hết Thế Chiến II, và tiếp tục phục vụ sau đó trong Chiến tranh Triều Tiên và Chiến tranh Việt Nam cho đến khi rút đăng bạ năm 1973. Con tàu bị tháo dỡ một năm sau đó. Massey được tặng thưởng hai Ngôi sao Chiến trận do thành tích phục vụ trong Thế Chiến II, và thêm bốn Ngôi sao Chiến trận khác trong Chiến tranh Triều Tiên.

## Thiết kế và chế tạo
Massey được đặt lườn tại xưởng tàu của hãng Todd Pacific Shipyards, Inc. ở Seattle, Washington vào ngày 14 tháng 1 năm 1944. Nó được hạ thủy vào ngày 12 tháng 9 năm 1944; được đỡ đầu bởi bà Marjorie Drake Massey, vợ góa Thiếu tá Massey, và nhập biên chế vào ngày 24 tháng 11 năm 1944 dưới quyền chỉ huy của Trung tá Hải quân Charles W. Aldrich.

## Lịch sử hoạt động

### 1945 - 1950
Sau khi hoàn tất việc chạy thử máy huấn luyện, Massey khởi hành từ Bremerton, Washington vào ngày 13 tháng 2 năm 1945 để hộ tống các tàu sân bay hộ tống đi sang vùng chiến sự, đi đến Tulagi để thực hành huấn luyện nhằm chuẩn bị tham gia chiến dịch đổ bộ tiếp theo lên Okinawa. Nó đi đến khu vực tập trung lực lượng tại Ulithi vào ngày 21 tháng 3, và đến ngày 1 tháng 4 đã có mặt ngoài khơi Okinawa, bảo vệ cho các tàu sân bay hô tống khi chúng hỗ trợ trên không cho cuộc đổ bộ. Trong một tháng tiếp theo sau, nó tiếp tục hoạt động cùng các tàu sân bay trước khi chuyển sang vai trò cột mốc radar canh phòng vào tháng 5. Trước khi rời vùng biển Okinawa vào ngày 24 tháng 6, hỏa lực phòng không của nó đã bắn rơi chín máy bay tấn công tự sát Kamikaze.
Massey sau đó lên đường đi vịnh San Pedro, Philippines, rồi quay trở lại Okinawa vào ngày 16 tháng 7. Không lâu sau đó nó rời vịnh Buckner, Okinawa cho một chiến dịch càn quét tàu bè đối phương trong biển Hoa Đông, chủ yếu tại khu vực cửa sông Dương Tử. Sau khi Nhật Bản đầu hàng vào ngày 15 tháng 8, nó quay trở lại khu vực Okinawa làm nhiệm vụ tìm kiếm-giải cứu cho đến ngày 22 tháng 9. Con tàu sau đó phục vụ trong việc vận chuyển nhân sự và thư tín giữa Wakayama và Yokosuka. 

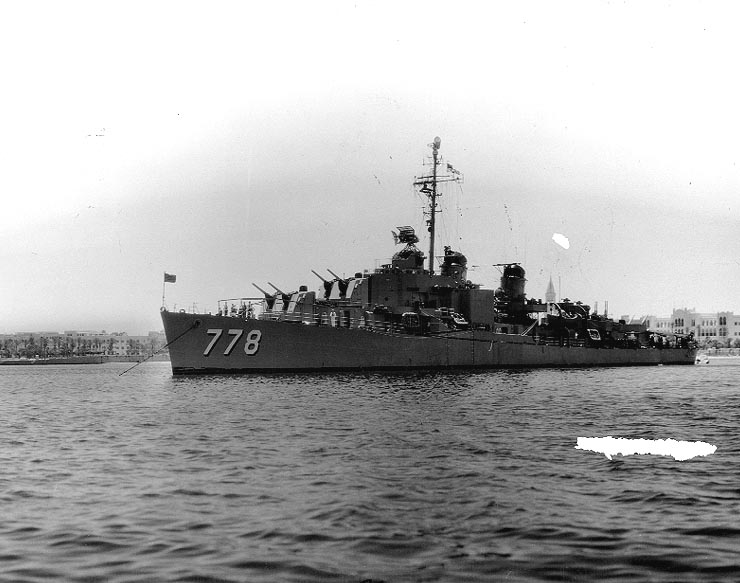
Massey tại Tripoli, tháng 6, 1948.

Đến tháng 12, 1945, Massey lên đường quay trở về Hoa Kỳ, về đến San Diego, California vào ngày 21 tháng 12. Được điều động gia nhập Hạm đội Đại Tây Dương, nó băng qua kênh đào Panama và đi đến New York vào ngày 16 tháng 1, 1946. Cho đến năm 1950, nó phục vụ chủ yếu dọc theo vùng bờ Đông Hoa Kỳ, tham gia các chuyến đi thực hành huấn luyện mùa hè cho học viên sĩ quan thuộc Học viện Hải quân Hoa Kỳ. Nó thực hiện một chuyến viếng thăm Chile vào mùa Hè năm 1946, tiếp nối bằng việc thực tập tìm-diệt tàu ngầm cùng Lực lượng Phát triển Tác chiến. Trong hai lượt, từ ngày 21 tháng 7 đến ngày 19 tháng 11, 1947 và từ ngày 1 tháng 6 đến ngày 3 tháng 10, 1948, nó được biệt phái sang hoạt động cùng Đệ lục Hạm đội tại Địa Trung Hải.

### Chiến tranh Triều Tiên
Sau sự kiện lực lượng Bắc Triều Tiên tấn công xuống lãnh thổ Nam Triều Tiên khiến chiến tranh bùng nổ vào ngày 25 tháng 6, 1950, Massey được lệnh đi sang tăng cường cho khu vực Tây Thái Bình Dương. Nó rời vùng bờ Đông vào ngày 6 tháng 9, đi đến Yokosuka một tháng sau đó, và đến ngày 14 tháng 10 đã gia nhập lực lượng Liên Hợp Quốc, làm nhiệm vụ quét mìn dọc bờ biển Đông Bắc bán đảo Triều Tiên. Con tàu hoạt động tuần tra tại khu vực phong tỏa đồng thời bắn hỏa lực hỗ trợ cho trận chiến trên bộ tại Wonsan, Hungnam và Songjin. Vào tháng 12, nó bắn phá các vị trí tập trung quân và tuyến vận chuyển tại khu vực Hungnam trong khi lực lượng Liên Hợp Quốc triệt thoái khỏi nơi này, hỗ trợ hỏa lực từ ngày 15 đến ngày 24 tháng 12.
Sang tháng 2, 1951, Massey đi đến khu vực bờ biển phía Tây bán đảo Triều Tiên, tham gia hoạt động phong tỏa và bắn phá hỗ trợ cho cuộc chiến đấu tại khu vực Inchon‑Seoul. Đến ngày 11 tháng 3, nó lên đường quay trở lại vùng bờ biển phía Đông bán đảo, tuần tra dọc bờ biển phía Bắc Triều Tiên, bắn phá các mục tiêu dọc bờ biển. 

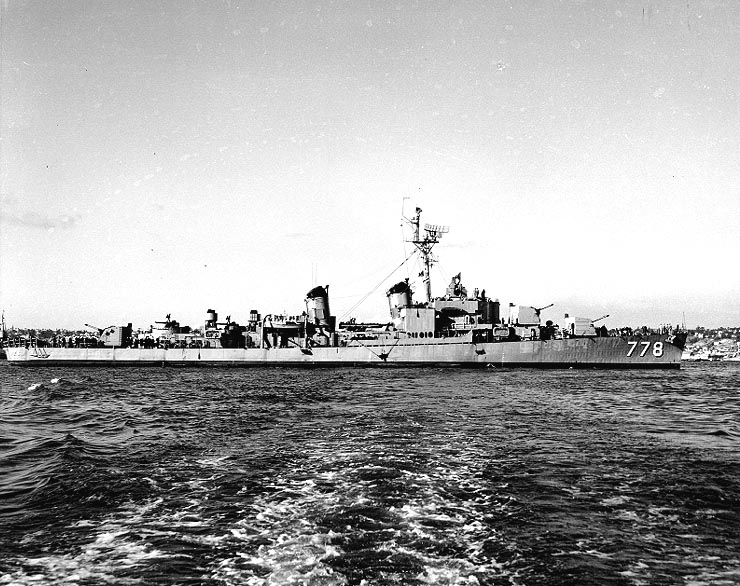
Massey vào đầu những năm 1950, sau khi trang bị dàn ăn-ten radar mới.

Massey quay trở về cảng nhà Norfolk vào ngày 2 tháng 7, 1951 và tiếp nối những hoạt động thường lệ dọc theo bờ biển Đại Tây Dương. Nó lên đường vào tháng 4, 1953 để đi đến Trường Chống ngầm Phối hợp tại Derry, Bắc Ireland; và sau khi thực tập chống tàu ngầm cùng các tàu chiến của Hải quân Hoàng gia Anh, nó tiếp tục đi đến Địa Trung Hải để hoạt động cùng Đệ lục Hạm đội trong sáu tháng tiếp theo. Trong lượt phục vụ này, nó đã tham gia cùng tàu sân bay Franklin D. Roosevelt trong hoạt động trợ giúp y tế và vận chuyển hàng cứu trợ nhân đạo cho những nạn nhân của trận động đất tại đảo Cephalonia của Hy Lạp trong biển Ionian. Nó quay trở về Hoa Kỳ vào tháng 10, 1953, và được phái đến Pensacola, Florida một thời gian ngắn trong vai trò canh phòng máy bay cho tàu sân bay. Con tàu quay trở về Hampton Roads vào dịp lễ Giáng Sinh, và tiếp nối những hoạt động thực hành chống tàu ngầm.
Massey trải qua sáu năm tiếp theo hoạt động cùng Hạm đội Đại Tây Dương. Nó tiến hành nhiều hoạt động thực tập huấn luyện và tập trận khác nhau dọc theo vùng bờ Đông và vùng biển Caribe, đồng thời hàng năm được phái đi để hoạt động tại Địa Trung Hải cùng Đệ lục Hạm đội và hải quân các nước trong Khối NATO. Vào năm 1957, nó đi sang khu vực Bắc Âu và vùng biển Bắc Hải để tập trận cùng Khối NATO thay cho chuyến đi sang Địa Trung Hải.
Vào tháng 12, 1959, Massey đi vào Xưởng hải quân Norfolk để được cải biến theo Chương trình Hồi sinh và Hiện đại hóa Hạm đội (FRAM: Fleet Rehabilitation and Modernization), khi những cảm biến và vũ khí chống tàu ngầm được nâng cấp. Bốn năm sau, vào tháng 4, 1963, nó lại đi đến Xưởng hải quân Boston để tiếp tục được hiện đại hóa, lần này được bổ sung sàn đáp và hầm chứa để mang theo một máy bay trực thăng không người lái Gyrodyne QH-50 DASH chống tàu ngầm. Con tàu tiếp nối các hoạt động thực hành tìm-diệt chống tàu ngầm tại khu vực Đại Tây Dương và Địa Trung Hải.

### Chiến tranh Việt Nam

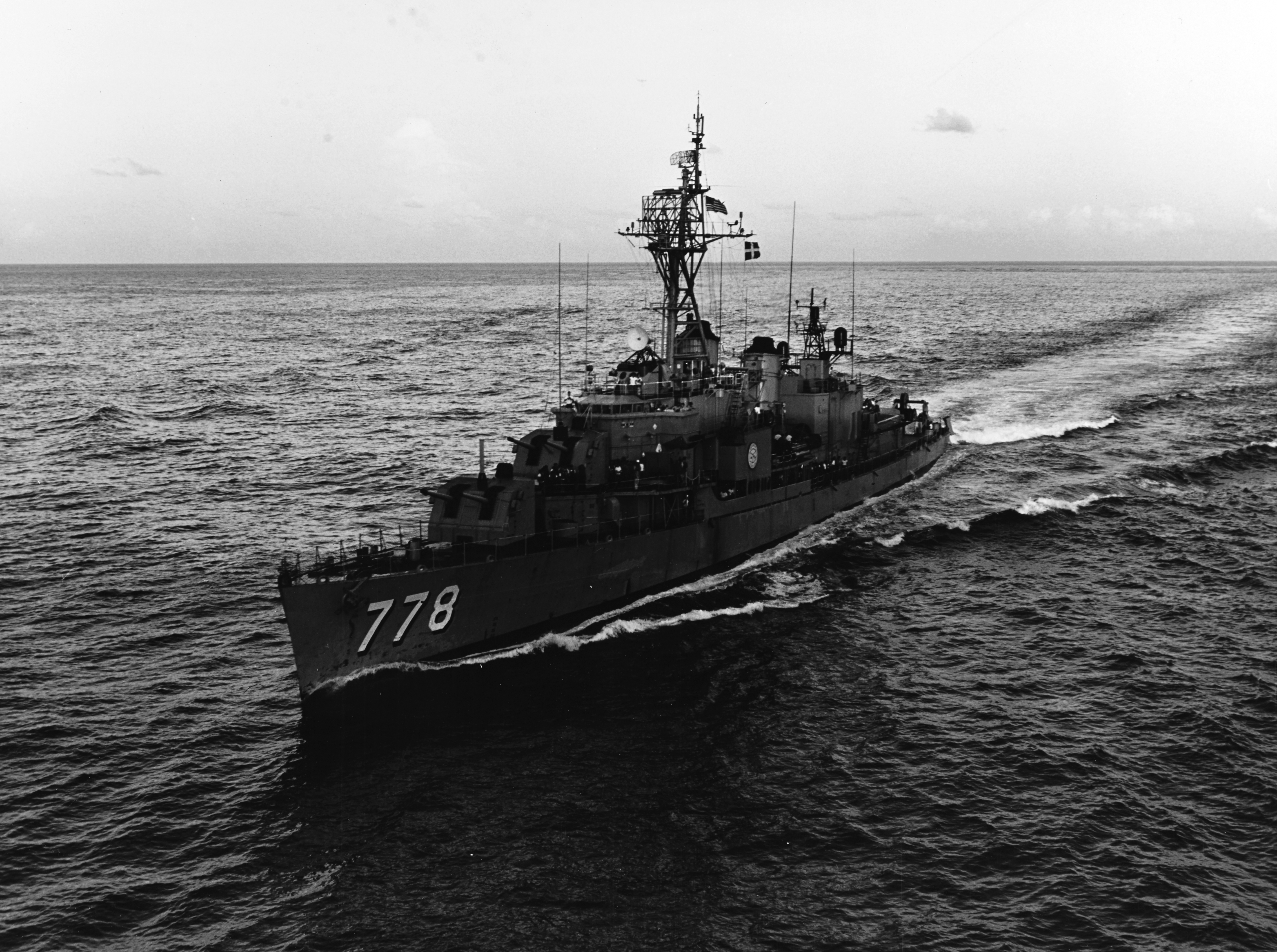
Massey cặp bên cạnh tàu sân bay để được tiếp nhiên liệu trên đường đi, đang khi hoạt động tại khu vực Tây Thái Bình Dương, năm 1966.

Massey được lệnh đi sang khu vực Thái Bình Dương lần thứ hai vào tháng 1, 1966. Nó khởi hành từ Newport, Rhode Island vào ngày 19 tháng 1, băng qua kênh đào Panama, và đi đến cảng Cao Hùng, Đài Loan vào ngày 28 tháng 2, trước khi hoạt động trong khu vực biển Đông một tuần sau đó. Nó di chuyển dọc theo bờ biển Việt Nam để bắn hải pháo hỗ trợ cho lực lượng chiến đấu trên bộ, tuần tra chống tàu ngầm, đồng thời tìm kiếm-giải cứu những phi công từ tàu sân bay bị bắn rơi. Nó rời khu vực vịnh Bắc Bộ vào ngày 3 tháng 7 để đi sang vịnh Subic, Philippines, rồi từ đây lên đường quay trở về nhà qua ngã kênh đào Suez, về đến Newport vào ngày 17 tháng 8, hoàn tất một chuyến đi vòng quanh thế giới. Nó lại vào Xưởng hải quân Boston để đại tu vào ngày 28 tháng 9.

### 1967 - 1973
Hoàn tất việc sửa chữa vào đầu năm 1967, Massey tiếp tục hoạt động dọc theo vùng bờ Đông và vùng biển Caribe cho đến khi khởi hành từ Newport vào ngày 2 tháng 5 cho một lượt biệt phái sang Địa Trung Hải. Nó đi đến Gibraltar vào ngày 11 tháng 5, và hoạt động cùng Đệ lục Hạm đội trong bốn tháng tiếp theo. Nó đã đi đến khu vực Đông Địa Trung Hải để thay phiên cho tàu khu trục Dyess (DD-880) trong nhiệm vụ kéo chiếc Atlantis đến Rhodes sau khi chiếc tàu xà lúp bị hư hại do tai nạn va chạm với một tàu chở dầu.
Trong bối cảnh cuộc Chiến tranh Sáu Ngày giữa Ai Cập và Israel, máy bay và pháo hạm Israel đã tấn công và gây hư hại cho chiếc tàu khảo sát kỹ thuật Liberty (AGTR-5) vào ngày 8 tháng 6. Massey đã cùng tàu khu trục Davis (DD-937) lập tức đi hết tốc độ hướng đến hiện trường; và đang khi trên đường đi, bác sĩ cùng đội chăm sóc y tế được chuyển từ tàu sân bay America (CVA-66) đến hai chiếc tàu khu trục. Họ tiếp cận được Liberty vào sáng sớm ngày hôm sau để trợ giúp, và đến xế trưa hôm đó Davis hộ tống cho Liberty đi đến Malta, trong khi Massey bảo vệ cho America trong thành phần Đội đặc nhiệm 60.1, trong vùng biển Trung Đông đầy bất trắc.
Sau khi chiến tranh kết thúc nhờ đạt được thỏa thuận ngưng chiến, Massey hướng đến Crete, và đi vào vịnh Suda vào ngày 15 tháng 6. Nó tiếp tục hoạt động cùng Đệ lục Hạm đội cho đến khi rời Rota, Tây Ban Nha vào ngày 12 tháng 9 để quay trở về nhà, về đến Newport vào ngày 21 tháng 9.
Massey được cho xuất biên chế và rút tên khỏi danh sách Đăng bạ Hải quân vào năm 1973. Con tàu bị tháo dỡ một năm sau đó.

## Phần thưởng
Massey được tặng thưởng hai Ngôi sao Chiến trận do thành tích phục vụ trong Thế Chiến II, và thêm bốn Ngôi sao Chiến trận khác trong Chiến tranh Triều Tiên.